# Civitella San Paolo
Civitella San Paolo là một đô thị ở tỉnh Roma, vùng Latium của Italia, nằm ở vị trí khoảng 35 km về phía bắc của Roma. Vào thời điểm ngày 31 tháng 12 năm 2004, đô thị này có dân số 1.557 người và diện tích là 20,5 km².
Civitella San Paolo giáp các đô thị: Capena, Fiano Romano, Nazzano, Ponzano Romano, Rignano Flaminio, Sant'Oreste.